# 西方語
西方語（せいほうご、Westron）または共通語（きょうつうご、Common Speech）は、J・R・R・トールキンが開発した人工言語である。トールキンのファンタジー世界中つ国において、西方語は、少なくとも『指輪物語』の舞台となった時代で普遍言語に最も近いものである。Westronは、Westに由来する英単語であり、この言語自体の語ではない。
西方語は、ヌーメノール人が中つ国の西岸に交易前哨地と砦を築いたときの、ヌーメノールの言語アドゥーナイクと現地語との接触に由来する。アドゥーナイクの起源であるエダインの（主にベオルの族とハドルの族の）言語に密接に関連した言葉は速やかに理解され、ヌーメノール人たち自身と沿岸の民により比較的早く採用された。これら人々の大半は、エダインの親類であり、のちにゴンドールとアルノールの人口の大半を形成した。
西方後はこれら初期の交易前哨地と砦から、エリアドールとその周辺地域に広まった。ロヴァニオンの民はこのときヌーメノール人と接触しなかったので彼ら固有の言語を保ったが、それにもかかわらず、西方語とかれらの言語は密接に関連していた。谷間の国の民の祖先グワイスリムや白の山脈の民や野人のような関連しない言語を話す人々は、ヌーメノール人により退けられ、頻繁にヌーメノールの敵になった。
西方語という用語は、原名アドゥーニ(Adûni)の訳として使われる。シンダール語でこの言語は、アンヌナイド(Annúnaid、西方語)またはファラスレン(Falathren、沿岸語)と呼ばれる。もう一つの名前「共通語」は、西方語のソーヴァル・ファーレ(Sôval Phârë)の訳である。
『ホビットの冒険』と『指輪物語』において、西方語は完全に英語に翻訳された。これは特定の重要な効果を持つ。まず第一に西方語の話者にとって幾分起源を持つ固有名は、効果を保つために翻訳された。このようにバギンズ、袋枝道、ペレグリン、裂け谷などのような名前は、実際の名前で示されない。例えば、メリアドク・ブランディバックの実際の名前は、カリマク・ブランダガンバ(Kalimac Brandagamba)、略してカリ(Kali、愉快な、陽気なと言う意味)であったと考えられる。「メリアドク」の短縮名「メリー」(Merry)は、原名に含まれる陽気さへの言及を維持するよう設計されている。同様にペレグリン・トゥックの実際の名前は、ラザヌア・トゥーク(Razanur Tûk)、略してラザル(Razar、小さいリンゴの名前)であった。「ペレグリン」、略して「ピピン」(Pippin)は、実際のフルネームの意味(旅行者、変人)とリンゴという意味の両方を含んでいる。 サム・ギャムジーは、実際にバナジール・ガルバシ(Banazîr Galbasi)の短縮名バン・ガルプシ(Ban Galpsi)から名づけられた。「本当の」ホビット名ビルボの語尾も変えられた。西方語でこれは、ビルバ(Bilba)だったが、-aが西方語の男性語尾であるが、英語では-aは通常女性語尾であるため、トールキンはこれを-oに変えた。
地名その他の名称も原形から翻訳されて発表された。裂け谷(シンダール語でイムラドリス、「裂けた谷」)は、実際はカルニングル(Karningul)と呼ばれ、袋小路は、バギンズの実名ラビンギ(Labingi)からラビン＝ネク(Labin-nec)と呼ばれた。いくつかの場合、説明は非常に複雑になる。例えば、ブランディワイン川(シンダール語でブランドゥイン、「黄金色の川」)は、実際は「境水」を意味する西方語の洒落、ブランダ＝ニーン(Branda-nîn)と呼ばれ、それは後に「強いエール酒」を意味するブラルダ＝ヒーム(Bralda-hîm)と再び駄洒落が行われた。
西方語の親類である全ての言語も更に翻訳された。ロヒアリムの言語ローハン語は、古英語が英語の古語の関係であるように、ローハン語は西方語の古語の関係にあったので、古英語に翻訳された。同様に、ドゥリンの一族の ドワーフの名前から来た、谷間の国の言葉は、谷間の国の言語はローハン語と西方語に関係していたので、古英語と近代英語に関連する言語である古ノルド語に翻訳された。
西方語の英語への全くの翻訳は、実際の西方語を与えねばならないいくつかの資料でも行われた。例えば、モリアで、バーリンの墓石のルーン文章のイラストがあげられる。この文章は、クズドゥールと西方語の両方で「モリアの王、フンディンの息子バーリン」と言う意味が書かれているが、第一の銘が実際にすこしのクズドゥールであるとみなされる(モリアは"Khazad-dûm"と翻訳される)一方、第二の銘は実際キアスで書かれただけの平易な英語である。
物語の文脈の外で、西方語や他の言語の「原形」の多くは、英語の「翻訳」が選ばれてから長いく経ってトールキンに開発されたことは明らかである。上で伝えられる西方語の形のいくつかは、トールキンの生前に出版されなかった。トールキンは、決して西方語をクウェンヤとシンダール語、またはアドゥーナイクさえとも同列として考えなかった。

## 参照
- アルダの言語